# Cá sấu mũi dài
Cá sấu mũi dài (tiếng Anh gọi là cá sấu Johnston Johnston, cá sấu mũi dài hay cá sấu nước ngọt Úc), tên khoa học Crocodylus johnsoni, là một loài cá sấu trong họ Crocodylidae, đặc hữu khu vực miền bắc Úc. Khác với họ hàng to lớn hơn nhiều của chúng là loài cá sấu nước mặn, cá sấu mũi dài không được xem là mối nguy hiểm cho con người mặc dù chúng có thể cắn người với mục đích tự vệ. Những cuộc tấn công ngắn gây thương tích của loài cá sấu này đã xảy ra, chủ yếu là do nhận dạng nhầm.  

## Phân loại và tên
Khi Gerard Krefft đặt tên loài này năm 1873, ông cố đặt tên để vinh danh Sir Henry "Harry" Hamilton Johnstone, người đầu tiên báo cáo về loài cá sấu này cho ông. Tuy nhiên, Krefft đặt nhầm tên, và sau nhiều năm loài này được biết đến như C. johnsoni. Các nghiên cứu sau đó của Krefft đặt lại tên chính xác, và nhiều tài liệu hiện nay dùng tên đúng này. Tuy nhiên, cả hai tên này hiện vẫn được dùng song song. Theo luật của Ủy ban Quốc tế về Danh pháp Động vật, ưu tiên tên johnsoni.

## Đặc điểm
Đây là một loài cá sấu tương đối nhỏ. Con đực thường dài từ 2,3–3 m (7,5–9,8 ft) mặc dù có những báo cáo về những cá thể dài đến 4 m. Trong khi đó, chiều dài tối đa của con cái 2,1 m (6,9 ft). Con đực thường nặng khoảng 70 kg (150 lb), với cá thể lớn đạt hơn 100 kg (220 lb), trong khi con cái chỉ nặng 40 kg (88 lb). Ở các khu vực như Hồ Argyle và Katherine Gorge có một số bằng chứng về cá thể dài 4 mét (13 ft). Loài này rất nhát, mõm thon hơn và răng nhỏ hơn so với loài cá sấu nước mặn, do đó chúng thường được xem là vô hại đối với con người.
Bộ da của cá sấu mũi dài thường là màu nâu nhạt với các dải sẫm màu hơn trên thân và đuôi. Các dải này thường bị đứt đoạn gần cổ. Một số cá thể có các dải hoặc đốm riêng biệt trên mõm. Vảy cơ thể tương đối lớn, với các tấm giáp rộng, khít nhau ở lưng. Vảy tròn, dạng sỏi bao phủ hai bên sườn và mặt ngoài của chân.

## Phân bố và môi trường sống
Cá sấu nước ngọt được tìm thấy ở Tây Úc, Queensland và Lãnh thổ Bắc Úc. Môi trường sống chính của chúng bao gồm các vùng đất ngập nước ngọt, các ao hồ, sông ngòi và lạch. Loài này có thể sống ở những khu vực mà cá sấu nước mặn không thể tiếp cận, và được biết là sinh sống ở các khu vực phía trên vách đá trong Vườn quốc gia Kakadu và trong điều kiện rất khô cằn và nhiều đá (chẳng hạn như hẻm núi Katherine, nơi chúng phổ biến và tương đối an toàn trước cá sấu nước mặn vào mùa khô). Tuy nhiên, chúng vẫn thường xuyên được tìm thấy ở các ao hồ ở mực nước thấp, sống cùng với cá sấu nước mặn gần các đoạn sông chịu ảnh hưởng của thủy triều.
Vào tháng 5 năm 2013, một con cá sấu mũi dài đã được nhìn thấy ở một con sông gần thị trấn sa mạc Birdsville, cách hàng trăm km về phía nam so với phạm vi sinh sống bình thường của chúng. Một kiểm lâm địa phương cho rằng nhiều năm lũ lụt có thể đã cuốn trôi con vật về phía nam, hoặc nó có thể đã bị bỏ rơi khi còn nhỏ.
Một quần thể cá sấu mũi dài đã được nhìn thấy nhiều lần trong nhiều thập kỷ ở sông Ross chảy qua Townsville. Giả thuyết phổ biến nhất là trận lũ lụt lớn thường xảy ra ở khu vực này có thể đã cuốn một số loài động vật vào lưu vực sông Ross.

## Sinh thái học

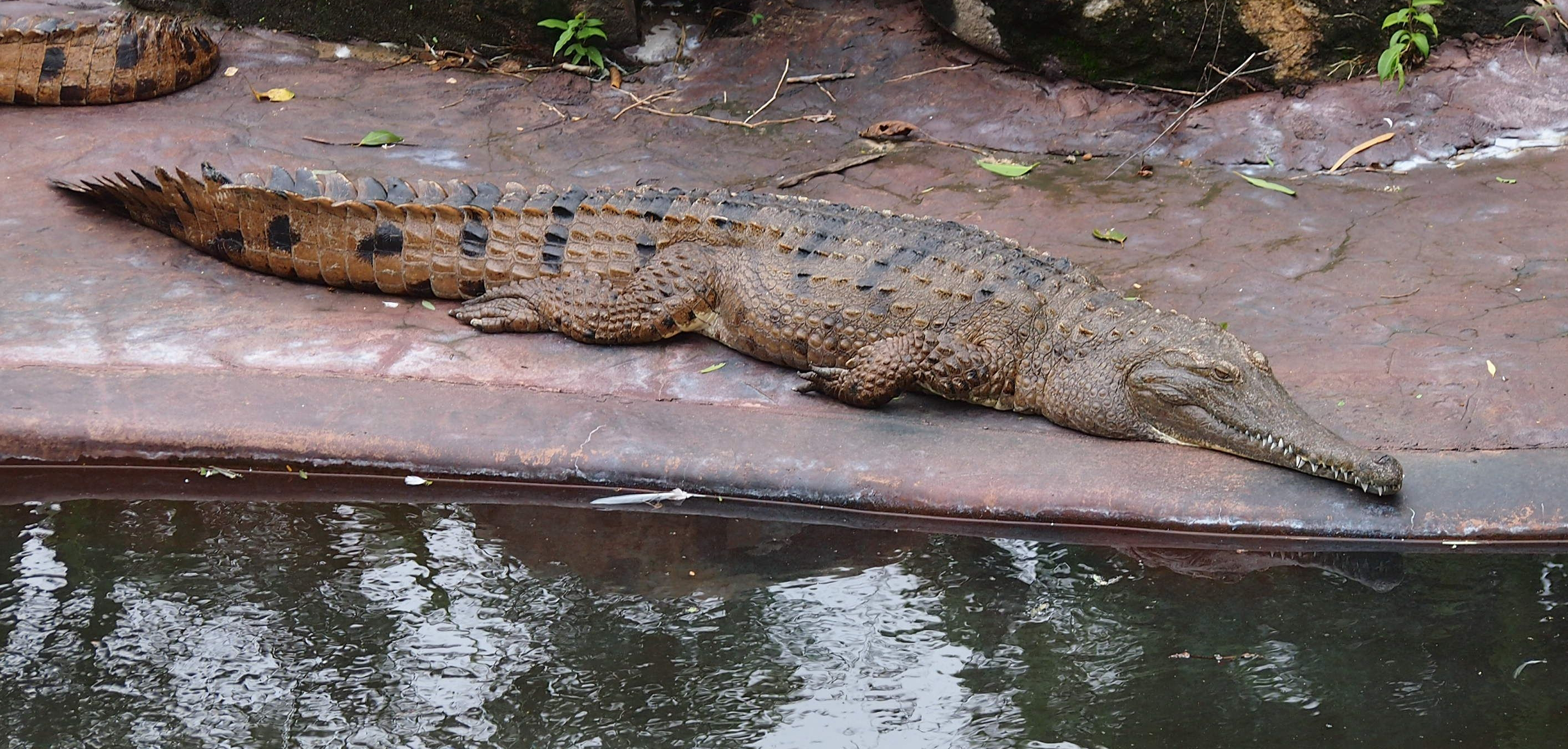
Một con cá sấu mũi dài ở vườn thú Rockhampton

Trong tự nhiên, chúng cạnh tranh kém hơn hẳn so với cá sấu nước mặn, nhưng lại chịu được môi trường sống nước mặn.
Một cá thể bị trăn ô liu ăn thịt đã được quay phim; người ta báo cáo rằng nó đã chết sau cuộc vật lộn kéo dài khoảng năm giờ.

### Sinh sản
Trứng được đẻ trong các tổ trong mùa khô ở Úc (thường là vào tháng 8) và nở vào đầu mùa mưa (tháng 11/tháng 12). Cá sấu không bảo vệ tổ của chúng trong quá trình ấp. Từ một đến năm ngày trước khi nở, cá sấu con bắt đầu kêu từ bên trong trứng. Điều này kích thích và đồng bộ hóa quá trình nở trứng ở các cá thể cùng loài và kích thích cá sấu trưởng thành mở tổ. Việc cá sấu trưởng thành mở tổ có phải là cá sấu cái đẻ trứng hay không vẫn chưa được xác định. Khi cá sấu con chui ra khỏi tổ, cá sấu trưởng thành sẽ dùng đầu miệng nhặt từng con một và vận chuyển xuống nước. Cá sấu trưởng thành cũng có thể hỗ trợ cá sấu con phá vỡ vỏ trứng bằng cách nhai hoặc thao tác với trứng trong miệng.

### Chế độ ăn
Trong tự nhiên, cá sấu nước ngọt ăn nhiều loại động vật không xương sống và động vật có xương sống. Những con mồi này có thể bao gồm giáp xác, côn trùng, nhện, cá, ếch, rùa, rắn, chim và nhiều loài động vật có vú khác. Côn trùng dường như là thức ăn phổ biến nhất, tiếp theo là cá. Những con mồi nhỏ thường được bắt bằng phương pháp "ngồi chờ", theo đó cá sấu nằm bất động ở vùng nước nông và chờ cá và côn trùng đến gần trước khi chúng bị tóm gọn bằng một cú ngoạm ngang. Tuy nhiên, những con mồi lớn hơn như chuột túi wallaby và chim nước có thể bị rình rập và phục kích theo cách tương tự như cá sấu nước mặn.

### Hệ tiêu hóa
Cá sấu có bộ răng thích nghi để bắt và giữ con mồi, và thức ăn được nuốt mà không cần nhai. Đường tiêu hóa ngắn, vì thức ăn của chúng tương đối dễ nuốt và tiêu hóa. Dạ dày có hai ngăn - một mề cơ để nghiền thức ăn và một khoang tiêu hóa nơi các enzyme tác động lên thức ăn. Dạ dày của cá sấu có tính axit tương đối cao hơn so với bất kỳ động vật có xương sống nào khác và có các rãnh dẫn đến sự phân hủy cơ học của thức ăn. Quá trình tiêu hóa diễn ra nhanh hơn ở nhiệt độ cao.

### Hệ tuần hoàn
Tim của các loài bò sát khác được thiết kế gồm ba phần, bao gồm hai tâm nhĩ và một tâm thất. Tâm nhĩ phải, nơi thu thập máu khử oxy trở về và tâm nhĩ trái, nơi thu thập máu oxy từ các động mạch phổi của phổi, đưa máu đến một tâm thất chung. Khi chỉ có một tâm thất có thể tiếp nhận và trộn máu oxy với máu khử oxy rồi bơm đi khắp cơ thể, hỗn hợp máu mà cơ thể nhận được sẽ tương đối ít oxy. Cá sấu có hệ tuần hoàn động vật có xương sống phức tạp hơn, với tim bốn ngăn, bao gồm hai tâm thất. Giống như chim và động vật có vú, cá sấu có van tim giúp máu chảy theo một hướng duy nhất qua các buồng tim. Khi ở dưới nước, nhịp tim của cá sấu chậm lại còn một đến hai nhịp một phút, và các cơ nhận được ít máu hơn. Khi cá sấu ra khỏi nước và hít thở, nhịp tim của nó tăng nhanh trong vài giây, và các cơ nhận được máu giàu oxy. Không giống như nhiều loài động vật có vú biển khác, cá sấu chỉ có một lượng nhỏ myoglobin để dự trữ oxy trong cơ.

## Quan hệ với con người
Mặc dù cá sấu mũi dài không tấn công con người như một con mồi tiềm năng, nhưng chúng có thể cắn rất đau. Những cuộc tấn công ngắn ngủi và nhanh chóng đã xảy ra, và có thể là kết quả của việc nhận dạng nhầm (nhầm một phần của con người là một con mồi thông thường). Các cuộc tấn công khác đã xảy ra với mục đích tự vệ khi cá sấu bị con người chạm vào hoặc tiếp cận quá gần. Không có trường hợp tử vong nào được biết là do loài này gây ra. Một vài vụ việc đã được báo cáo trong đó mọi người bị cắn khi đang bơi cùng cá sấu mũi dài và những vụ khác xảy ra trong quá trình nghiên cứu khoa học. Một cuộc tấn công của một con cá sấu mũi dài vào một người đã được ghi nhận tại Hẻm núi Barramundi (còn được gọi là Maguk) trong vườn quốc gia Kakadu và dẫn đến những vết thương nhẹ; nạn nhân đã cố gắng bơi đi và thoát khỏi cuộc tấn công. Anh ta dường như đã bơi thẳng qua con cá sấu trong nước. Tuy nhiên, nhìn chung, bơi cùng loài này vẫn được coi là an toàn, miễn là chúng không bị kích động. Tuy nhiên, đã có một cuộc tấn công của loài cá sấu này ở hồ Argyle.

## Hình ảnh

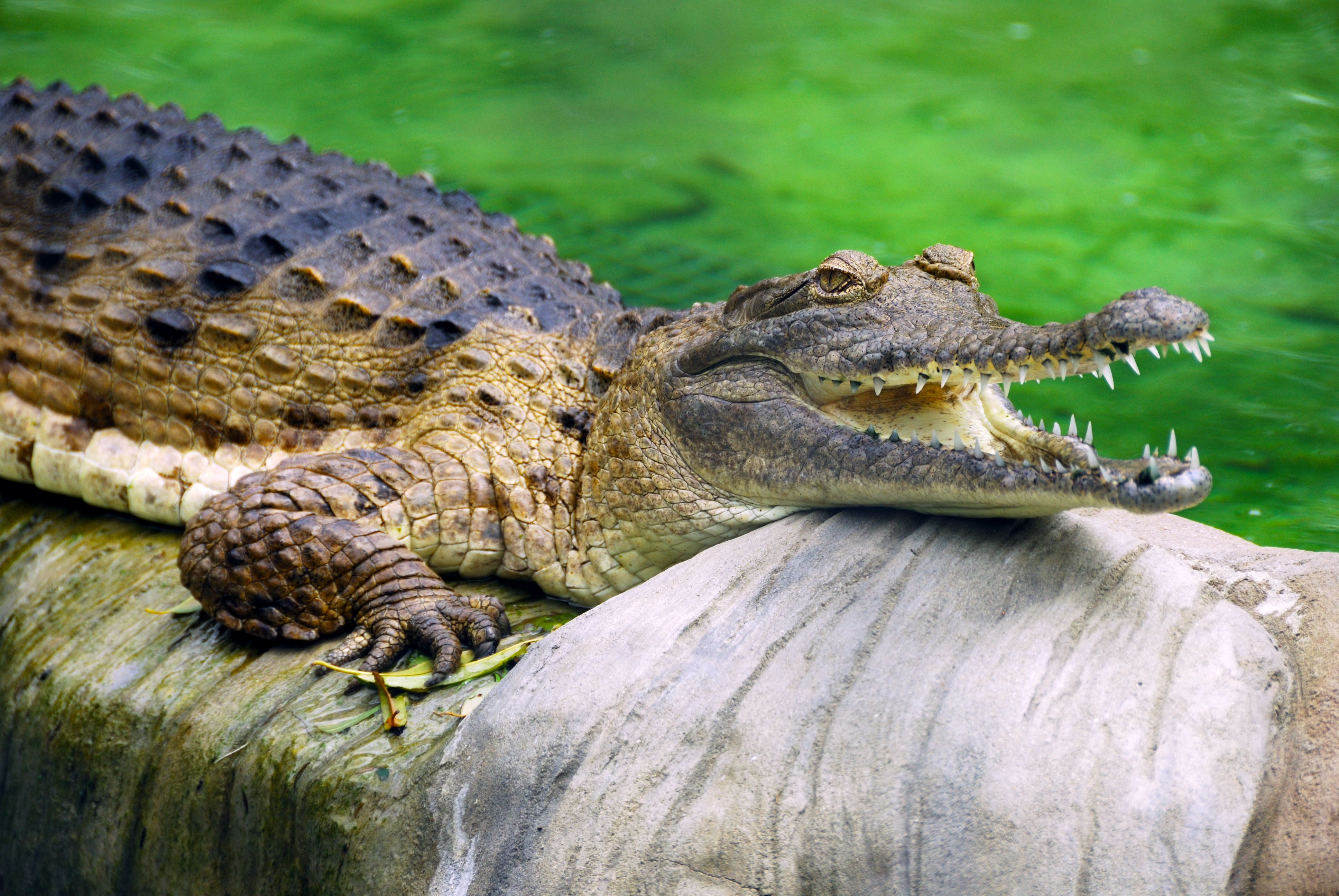
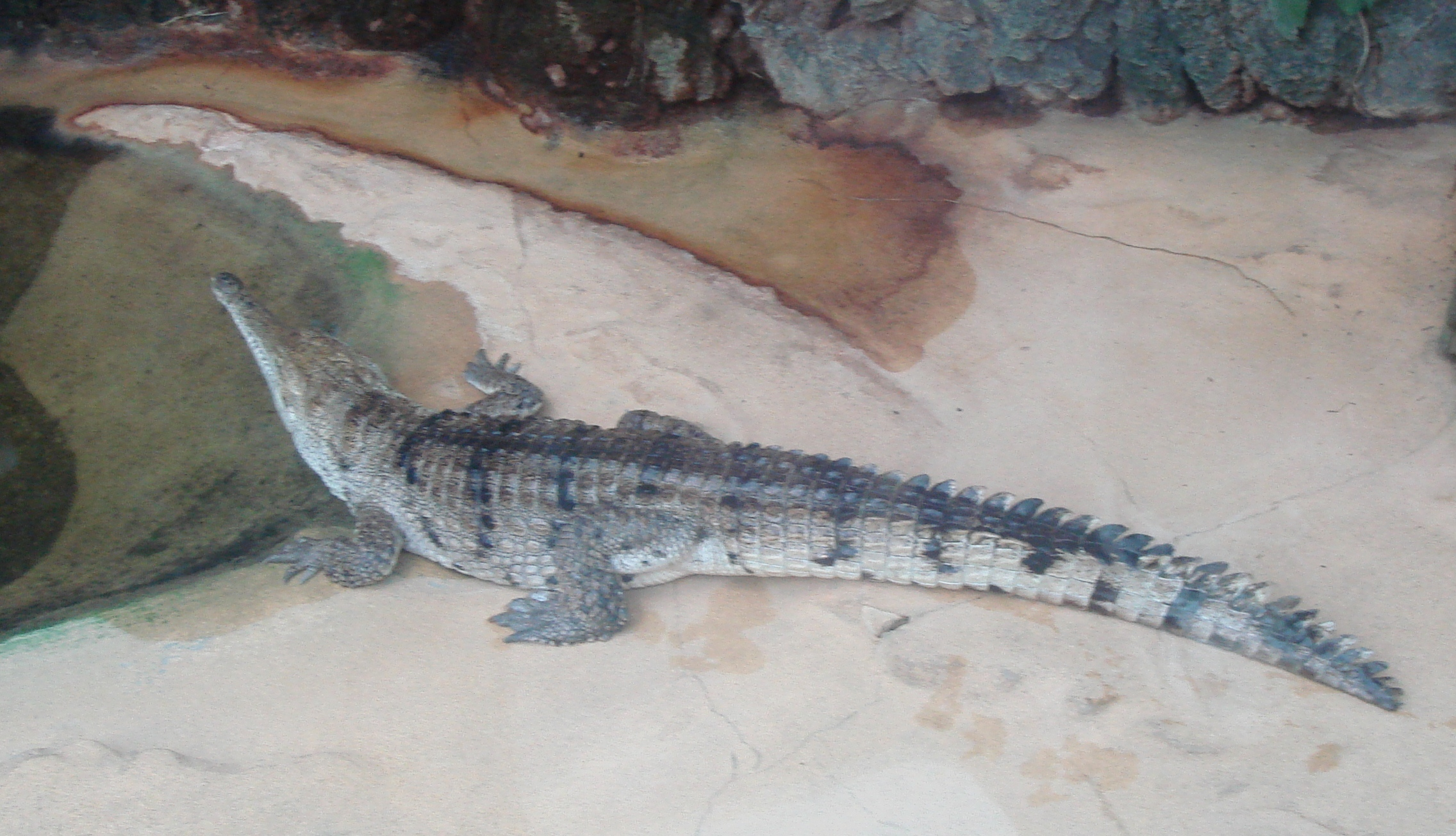
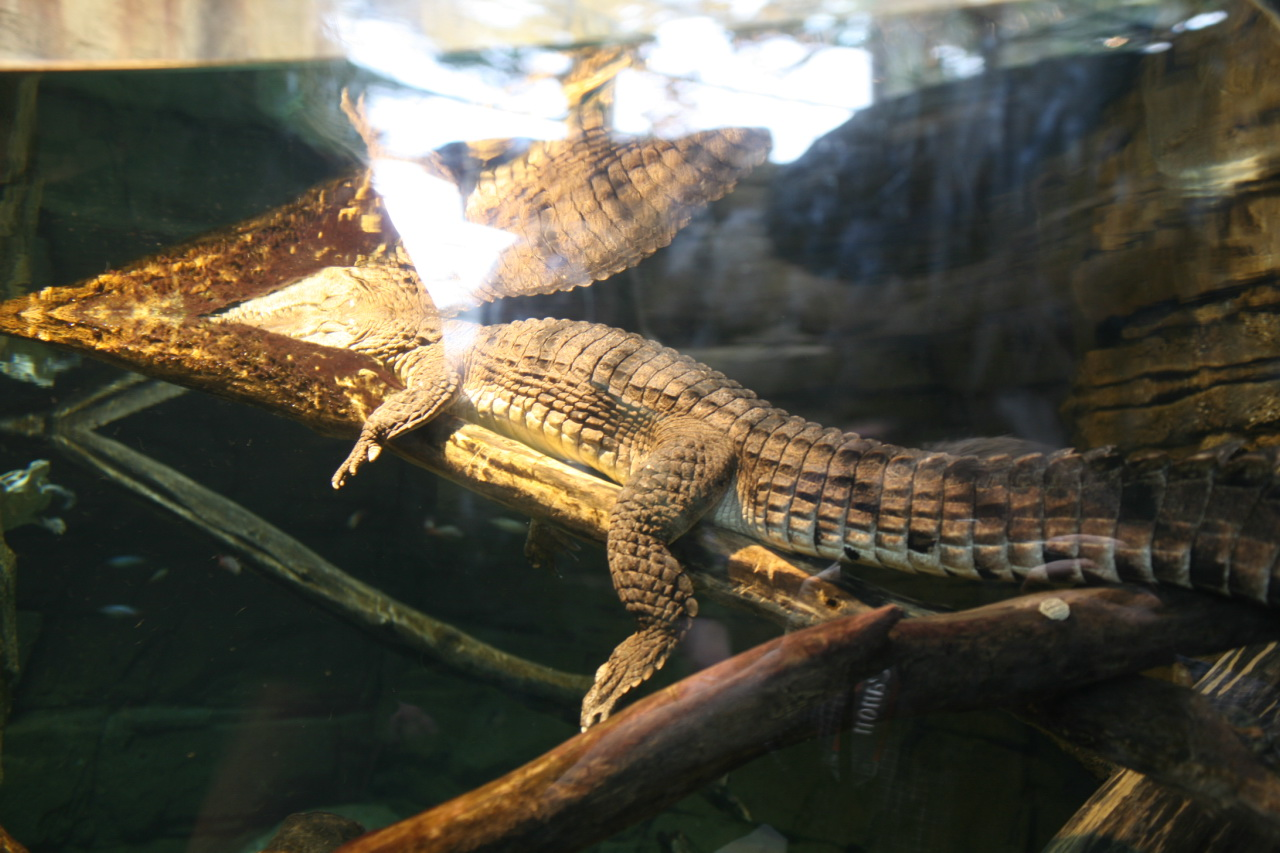
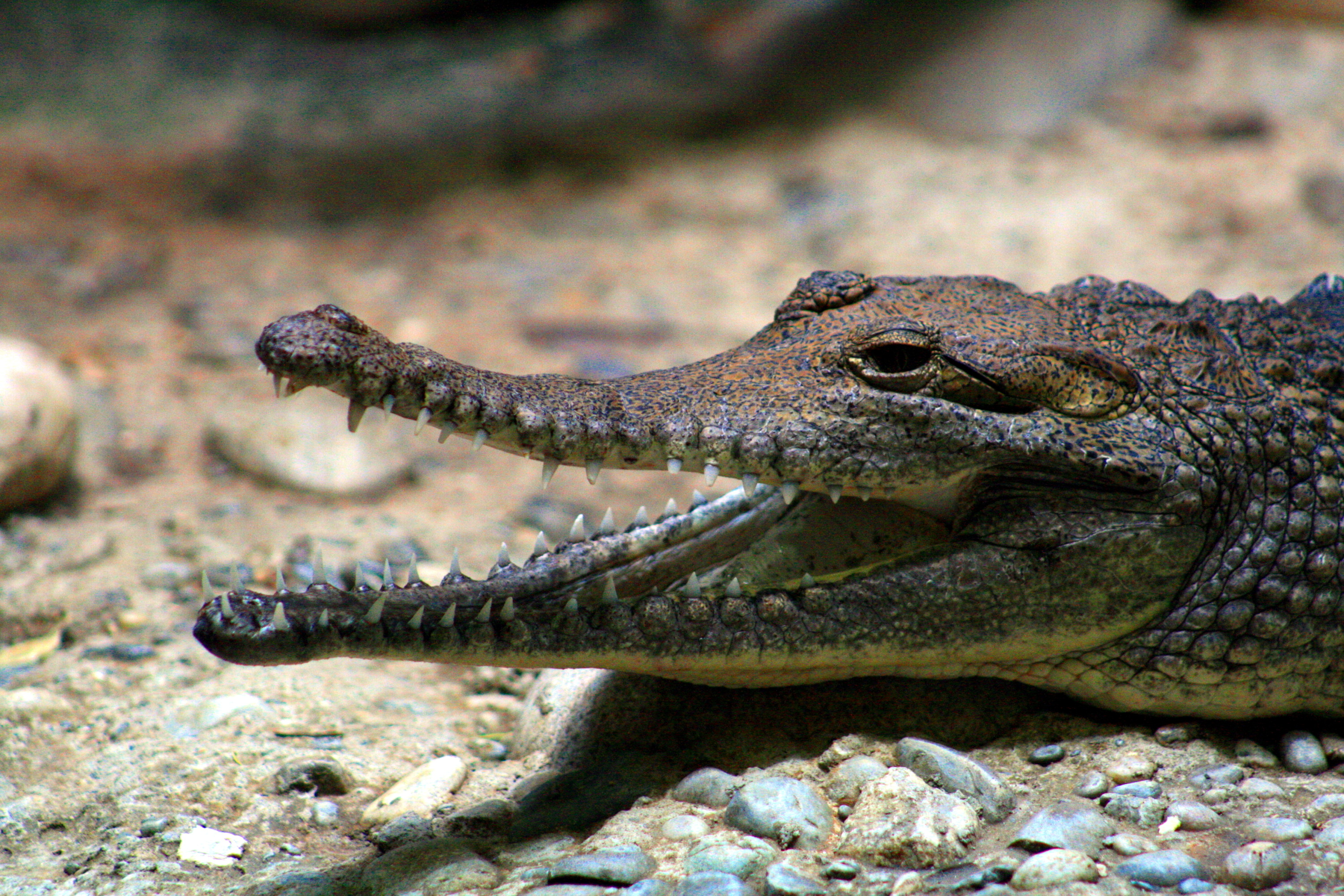
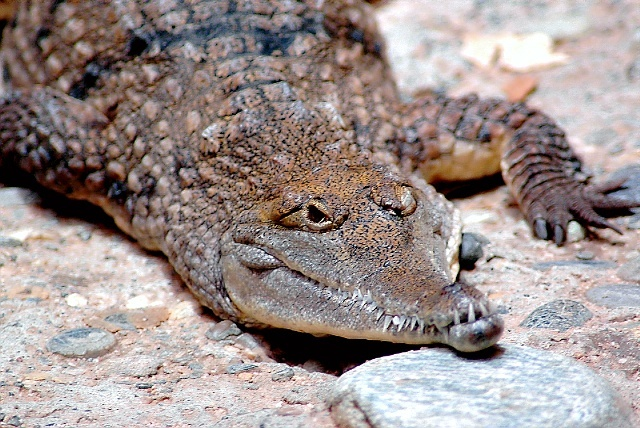
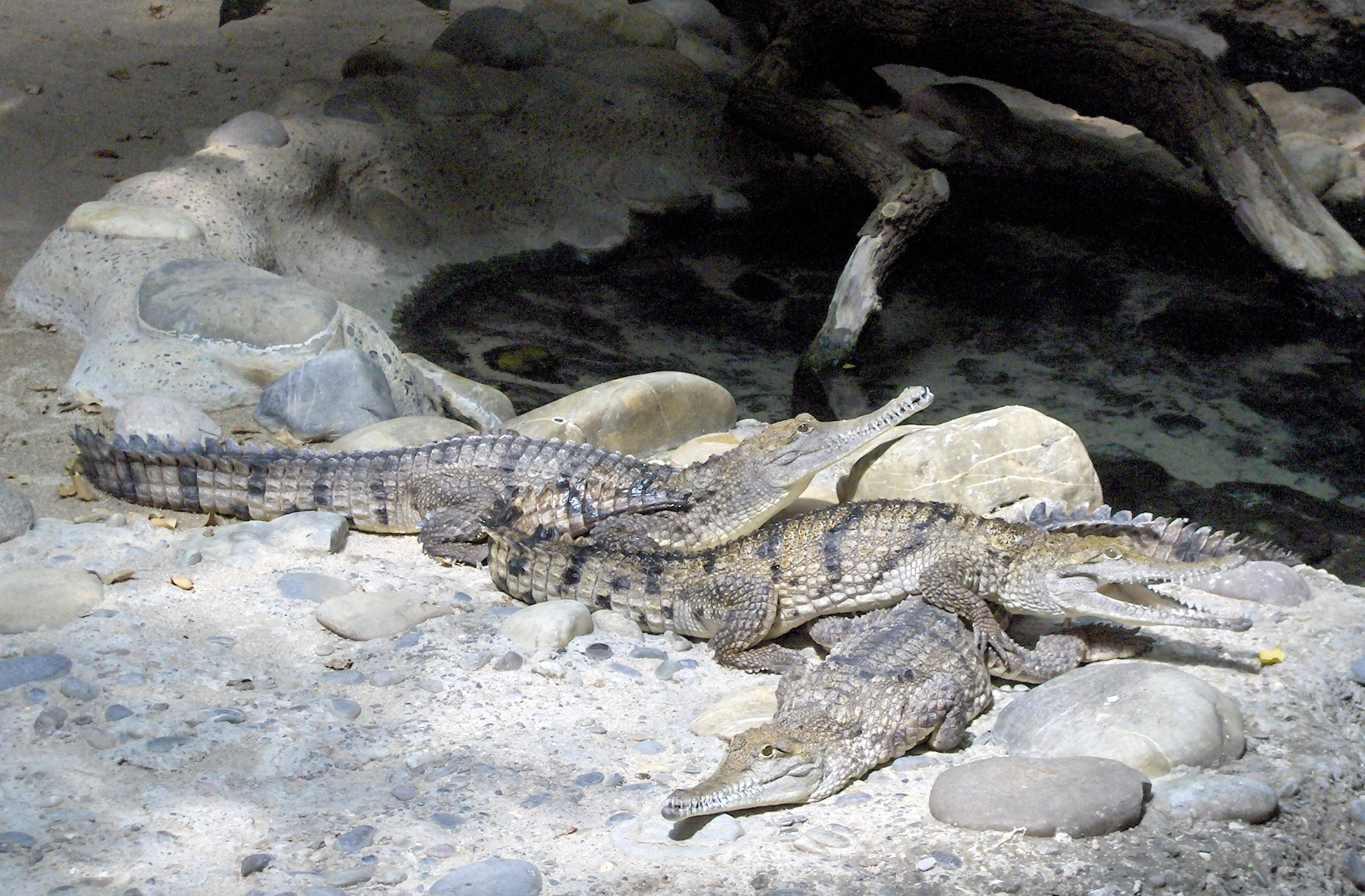